# Mississippi Freedom Democratic Party
Le Mississippi Freedom Democratic Party / Parti démocrate pour la liberté du Mississippi, ou MFDP est fondé le 26 avril 1964 à Jackson dans l'état du Mississippi à initiative du Council of Federated Organizations (COFO) pour faire valoir la voix des Afro-Américains ségrégués dans les États du Sud, au sein du Parti démocrate des États-Unis.

## Histoire

### Le contexte
Les États du Sud ségrégationnistes, dont le Mississippi, refusent l'inscription des Afro-Américains sur les listes électorales, en cela les autorités officielles de ces États sont aidées par des groupes suprémacistes blancs dont le Ku Klux Klan n'hésitant point à pratiquer des actes de terrorisme pour décourager les Afro-Américains (bombes, lynchages, licenciements abusifs, assassinats, incendies de maison, etc.), ainsi seuls 5 % des Afro-Américains en âge d'être électeurs au Mississippi étaient inscrits sur les listes électorales, alors qu'ils représentent 45 % de la population, 435 000 Afro-Américains en face de 500 000 Blancs,.
Le Parti démocrate contrôle les instances législatives exécutives et judiciaires du gouvernement de l'État du Mississippi, les 49 sénateurs et les 122 représentants, sauf un, sont des Démocrates. Régulièrement, les Démocrates votent des lois et des règlements destinés à discriminer l'électorat afro-américain, et formulent des déclarations ouvertement racistes comme celle de la résolution adoptée lors de leur convention qui s'est tenue à Jackson le 16 août 1960 avec le préambule suivant : « Le Parti démocrate du Mississippi réuni à sa Convention tenue dans la ville de Jackson le 16 août 1960, a donc décidé que, reconnaissant avec humilité le pouvoir divin de Dieu tout-puissant, et demeurant sans peur dans notre attachement et la foi en la constitution, aux droits des États, à la ségrégation des races et à la préservation de notre mode de vie traditionnel de l'Amérique du Sud ».

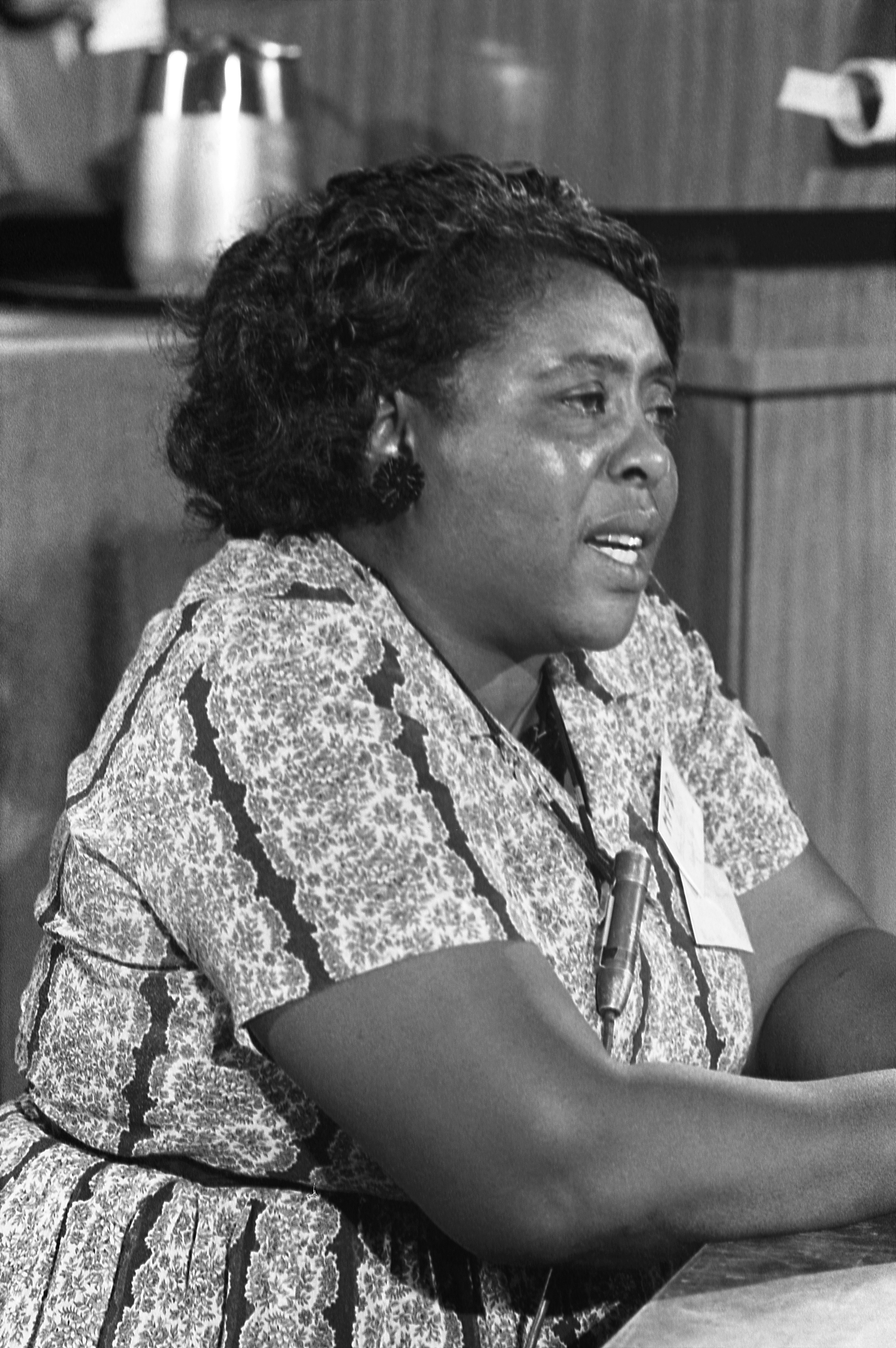
Fannie Lou Hamer prenant la parole lors de la Convention nationale du Parti démocrate de 1964

À partir de 1962, les diverses associations locales du Mississippi défendant les droits civiques des Afro-Américains à savoir la National Association for the Advancement of Colored People (NAACP), le Congress of Racial Equality (CORE), le Student Nonviolent Coordinating Committee (SNCC), et la Southern Christian Leadership Conference (SCLC) décident d'unir leurs forces en fondant le Council of Federated Organizations (COFO) en août 1962 pour répondre à la politique ségrégationniste du Mississippi. 
Après une campagne intense du COFO, plus de 80 000 Afro-Américains sont inscrits sur les listes électorales du Mississippi. La majorité des leaders et des électeurs afro-américains étant de gauche et proches des idées social-démocrates désirent faire entendre leur voix pour la prochaine Convention nationale du Parti démocrate qui doit se tenir à Atlantic City en août 1964. Sauf que la délégation officielle du parti Démocrate pour le Mississippi est déjà formée, elle compte que des Blancs peu enclins à accepter des Afro-Américains, malgré la promulgation du Civil Rights Act de 1964, à laquelle fait pourtant mention la plate-forme de la Convention de 1964.
Face à l'attitude de rejet du Parti démocrate du Mississippi, le COFO envisage de créer un parti parallèle ouvert aux citoyens du Mississippi sans discrimination de races afin d'obtenir des délégués à la Convention.

### La création
Deux cents membres du COFO se réunissent à Jackson le 26 avril 1964 et créent le Mississippi Freedom Democratic Party (MFDP) comme réponse à la délégation « blanche » de la branche du Mississippi du Parti démocrate. Lawrence Guyot (en) du Student Nonviolent Coordinating Committee (SNCC) est nommé président,, poste qu'il occupe jusqu'en 1968, laissant la présidence au révérend Clifton Whitley, aumônier au Rust College situé à Holly Springs (Mississippi). Le comité exécutif comprend cinq personnes Lee Dilworth, Victoria Gray Adams (en), Fannie Lou Hamer, Annie Bell Robinson Devine (en) et Peggy Conner.

### Programme et actions
À la suite de sa création, le MFDP, va se lancer dans une procédure d’élection de ses délégués selon les règles classiques habituellement pratiquées : caucus de circonscription et par comtés, caucus ouverts à tous les citoyens du Mississippi sans distinction de couleurs. À la suite des caucus soixante six délégués sont élus pour représenter le MFPD à la Convention nationale du Parti démocrate avec le soutien de Martin Luther King, Roy Wilkins, Bayard Rustin et de nombreuses délégations d’autres États,.
Le Président Lyndon B. Johnson craignant de s'aliéner les délégués des États du Sud envoie Hubert H. Humphrey et Walter Reuther auprès du MFDP pour trouver un compromis, il est proposé au MFDP que deux délégués seraient admis à la Convention Aaron Henry (en), le président de la National Association for the Advancement of Colored People (NAACP) pour le Mississippi, et Ed King (en), aumônier du Tougaloo College (en) du Mississippi.
Le 22 août 1964, Fannie Lou Hamer fait une déclaration devant les médias qui est suivie sur l'ensemble des États-Unis, éclipsant la conférence de presse de Lyndon B. Johnson qui se tenait en même temps, elle y fait état des multiples agressions dont elle est victime à cause de son engagement, et interroge les États-Unis sur son regard sur ses citoyens afro-américains et sur la protection à laquelle ils ont droit comme pour tout autre citoyen et rejette les propositions,. Le lendemain Lyndon B. Johnson confirme la nomination d'Aaron Henry et d'Ed King en tant que délégués extraordinaires, admet les autres délégués du MFDP en tant qu'invités spéciaux et s'engage pour créer une commission pour réformer les règles du Parti démocrate afin d'assurer une représentation équitable des Afro-Américains pour la prochaine Convention nationale de 1968,. Le MFDP refuse, ses délégués quittent la Convention.
Si le MFPD a perdu la bataille des délégués, mais a gagné l'opinion publique, sensibilisant le public à la mise en œuvre concrète du Civil Rights Act de 1964 et facilitant l'adoption du Voting Rights Act de 1965.
De retour sur le terrain, le MFDP continue son activité et remporte plusieurs victoires électorales dans le Mississippi, lors de la Convention de 1968, les promesses de Lyndon B. Johnson ont été tenues, et le MFDP fusionne avec le Parti démocrate, une page de plus des lois Jim Crow est fermée,.

## Pour approfondir

#### Essais
- (en-US) Barbara Ransby, Ella Baker And The Black Freedom Movement : A Radical Democratic Vision, Chapel Hill, Caroline du Nord, University of North Carolina Presss (réimpr. 2005, 2007, 2010, 2024) (1re éd. 2003), 500 p. (ISBN 9780807827789, OCLC 51003919, lire en ligne),
- (en-US) G. Wayne Dowdy, Crusades for Freedom : Memphis and the Political Transformation of the American South, Jackson, Mississippi, University Press of Mississippi (réimpr. 2013) (1re éd. 2010), 208 p. (ISBN 9781604734232, OCLC 387785978, lire en ligne),
- (en-US) Earnest Bracey, Fannie Lou Hamer : The Life of a Civil Rights Icon, Jefferson, Caroline du Nord, McFarland,, 2011, 216 p. (ISBN 9780786460304, lire en ligne),
- (en-US) James P. Marshall, Student Activism and Civil Rights in Mississippi : Protest Politics and the Struggle for Racial Justice, 1960-1965, Baton Rouge, Louisiane, Louisiana State University Press (réimpr. 2016) (1re éd. 2013), 334 p. (ISBN 9780807149843, OCLC 801465981, lire en ligne),
- (en-US) Lisa Anderson Todd, For a Voice and the Vote : My Journey with the Mississippi Freedom Democratic Party, Lexington, Kentucky, University Press of Kentucky, coll. « Civil rights and the struggle for Black equality in the twentieth century », 15 décembre 2014 (réimpr. 2015, 2019) (1re éd. 2014), 482 p. (ISBN 9780813147154, OCLC 876686108, lire en ligne),
- (en-US) Minion K. C. Morrison, Aaron Henry of Mississippi : Inside Agitator, Fayetteville, Arkansas, University of Arkansas Press, 2015, 400 p. (ISBN 9781557287595, lire en ligne),
- (en-US) John Dittmer, Jeff Kolnick et Leslie Burl McLemore, Freedom Summer : A Brief History with Documents, Boston, Massachusetts, Bedford/St. Martin's, Macmillan Learning, coll. « The Bedford series in history and culture », 2017, 196 p. (ISBN 9781457669330, lire en ligne),

#### Articles anglophones
- E. C. Foster, « A Time of Challenge: Afro-Mississippi Political Developments Since 1965 », The Journal of Negro History, vol. 68, no 2,‎ printemps 1983, p. 185-200 (16 pages) (lire en ligne ),
- David C. Colby, « The Voting Rights Act and Black Registration in Mississippi », Publius, vol. 16, no 4,‎ automne 1986, p. 123-137 (15 pages) (lire en ligne ),
- Joseph A. Sinsheimer, « The Freedom Vote of 1963: New Strategies of Racial Protest in Mississippi », The Journal of Southern History, vol. 55, no 2,‎ mai 1989, p. 217-244 (28 pages) (lire en ligne ),
- Harold F. Bass Jr., « Presidential Party Leadership and Party Reform: Lyndon B. Johnson and the MFDP Controversy », Presidential Studies Quarterly,, vol. 21, no 1,‎ hiver 1991, p. 85-101 (17 pages) (lire en ligne ),
- John R. Rachal, « "The Long, Hot Summer": The Mississippi Response to Freedom Summer, 1964 », The Journal of Negro History, vol. 84, no 4,‎ automne 1999, p. 315-339 (25 pages) (lire en ligne ),
- Evelyn Sears, « Chapter Twelve: "Sick and Tired of Being Sick and Tired": Exploring How the Story of the Mississippi Freedom Democratic Party Can Enrich Multicultural Curricula », Counterpoints, vol. 218,‎ 2003, p. 189-199 (11 pages) (lire en ligne ),
- Walter Mondale et Morgan Ginther, « The Mississippi Delegation Debate at the 1964 Democratic National Convention: An Interview with Former Vice President Walter Mondale », Southern Cultures, vol. 20, no 4,‎ hiver 2014, p. 106-115 (10 pages) (lire en ligne ),
- Alan Draper, « Class and Politics in the Mississippi Movement: An Analysis of the Mississippi Freedom Democratic Party Delegation », The Journal of Southern History, vol. 82, no 2,‎ mai 2016, p. 269-304 (36 pages) (lire en ligne ),

#### Articles francophones
- Marie-Christine Granjon, « La nouvelle Gauche américaine », Raison présente,‎ 1970, p. 11-36 (lire en ligne),